# Buckner (Missouri)
Buckner és una població dels Estats Units a l'estat de Missouri. Segons el cens del 2000 tenia 2.725 habitants.

## Demografia
Segons el cens del 2000, Buckner tenia 2.725 habitants, 1.019 habitatges, i 747 famílies. La densitat de població era de 615,3 habitants per km².
Dels 1.019 habitatges en un 39,1% hi vivien nens de menys de 18 anys, en un 54% hi vivien parelles casades, en un 13,7% dones solteres, i en un 26,6% no eren unitats familiars. En el 22,2% dels habitatges hi vivien persones soles el 10,4% de les quals corresponia a persones de 65 anys o més que vivien soles. El nombre mitjà de persones vivint en cada habitatge era de 2,67 i el nombre mitjà de persones que vivien en cada família era de 3,14.
Per edats la població es repartia de la següent manera: un 30,3% tenia menys de 18 anys, un 9,1% entre 18 i 24, un 29,6% entre 25 i 44, un 21% de 45 a 60 i un 10,1% 65 anys o més.
L'edat mediana era de 33 anys. Per cada 100 dones de 18 o més anys hi havia 91,5 homes.
La renda mediana per habitatge era de 40.577 $ i la renda mediana per família de 45.313 $. Els homes tenien una renda mediana de 36.010 $ mentre que les dones 22.372 $. La renda per capita de la població era de 16.748 $. Entorn del 7,3% de les famílies i el 8,4% de la població estaven per davall del llindar de pobresa.

## Poblacions més properes
El següent diagrama mostra les poblacions més properes.